# Brezici (gmina Derventa)
Brezici (cyr. Брезици) – wieś w Bośni i Hercegowinie, w Republice Serbskiej, w gminie Derventa. W 2013 roku liczyła 17 mieszkańców.